# 등줄무늬왈라비
등줄무늬왈라비 또는 검은줄무늬왈라비(Macropus dorsalis)는 캥거루과에 속하는 캥거루속 유대류의 일종이다. 퀸즐랜드 주 타운스빌부터 뉴사우스웨일스 주의 나라브리 지역까지의 오스트레일리아에서 발견되는 중형 크기의 왈라비이다. 뉴사우스웨일스 주에서는 그레이트디바이딩산맥 서부 지역에서만 발견된다. 개체수가 감소 추세에 있지만 아직 멸종위기종으로 분류하지 않고 있다. 그러나 뉴사유스웨일스 주 개체군은 멸종 위기로 분류하고 있다. 검은줄무늬왈라비는 대륙종 붉은목왈라비와 유사하며, 등 아래의 검은 줄무늬가 다르며, 궁둥이 위로 흰 줄무늬가 있고 좀더 붉은 색을 띤다(팔 아래와 복부 아래쪽으로 더 이어진다.). 부끄럼을 타는 야행성 초식동물이며, 잘 알려져 있지 않은 데 그 이유는 울창한 관목을 좋아해서 몸을 잘 숨길 수 있기 때문으로 추정하고 있다.